# Eufémie Uherská
Eufémie Uherská (1045/1050? – 2. dubna 1111) byla manželka olomouckého údělníka Oty Olomouckého.

## Život
Manželka nejmladšího ze synů českého knížete Břetislava I. a Jitky ze Svinibrodu byla uherská princezna, většina historiků má za to, že byla dcerou krále Bély I. a Richenzy Polské. Béla byl mladším bratrem Ondřeje I. a v tomto případě by Eufémie byla sestřenici druhé ženy Vratislava II. Adléty Uherské.
Historička Barbara Krzemienská přišla s jinou teorií, podle které Eufemie byla dcerou Ondřeje I. a Anastázie Rurikovny, tedy (nevlastní) Adlétinou sestrou. Jméno nejstaršího z Eufemiiných synů Svatopluka odkazuje za rurikovské předky Anastázie Rurikovny.
Když Ota Olomoucký v roce 1087 zemřel, uchýlila se Eufemie pod ochranu jeho bratra Konráda I. Brněnského. Zemřela roku 1111 a byla pohřbena po boku manžela v klášteře Hradisko. Konrád tak získal celou Moravu. 
Syn Svatopluk se stal českým knížetem a Ota II. byl olomoucký a brněnský údělník.
V roce 2018 byli v kostele sv. Štěpána v komplexu kláštera Hradisko v Olomouci nalezeny mnohokrát přesunuté ostatky Eufemie a jejího manžela Oty I., kteří daný klášter zakládali. Mimo ně se v sakristii našli ostatky jejich vnuka Oty III., jeho ženy Durancie, a jejich dcery Marie a syna (není známo zda se jedná o syna Břetislava či Vladimíra).